# Vrachneika (Ahaia)
Vrachneika  este un oraș în Grecia în Prefectura Ahaia.